# Oakes (Dakota du Nord)
Pour les articles homonymes, voir Oakes.
La ville américaine de Oakes est située dans le comté de Dickey, dans l’État du Dakota du Nord. Lors du recensement de 2010, sa population s’élevait à 1 856 habitants.

## Histoire
Oakes a été fondée en 1886.

## Démographie
| 1890 | 1900 | 1910  | 1920  | 1930  | 1940  |
| ---- | ---- | ----- | ----- | ----- | ----- |
| 379  | 668  | 1 499 | 1 637 | 1 709 | 1 665 |

| 1950  | 1960  | 1970  | 1980  | 1990  | 2000  |
| ----- | ----- | ----- | ----- | ----- | ----- |
| 1 774 | 1 650 | 1 742 | 2 112 | 1 775 | 1 979 |

| 2010  | - | - | - | - | - |
| ----- | - | - | - | - | - |
| 1 856 | - | - | - | - | - |

## Source
- (en) Cet article est partiellement ou en totalité issu de l’article de Wikipédia en anglais intitulé « Oakes, North Dakota » (voir la liste des auteurs).